# Byttneria scabrida
Byttneria scabrida är en malvaväxtart som beskrevs av Ridley. Byttneria scabrida ingår i släktet Byttneria och familjen malvaväxter. Inga underarter finns listade i Catalogue of Life.